# Nutrición culturista

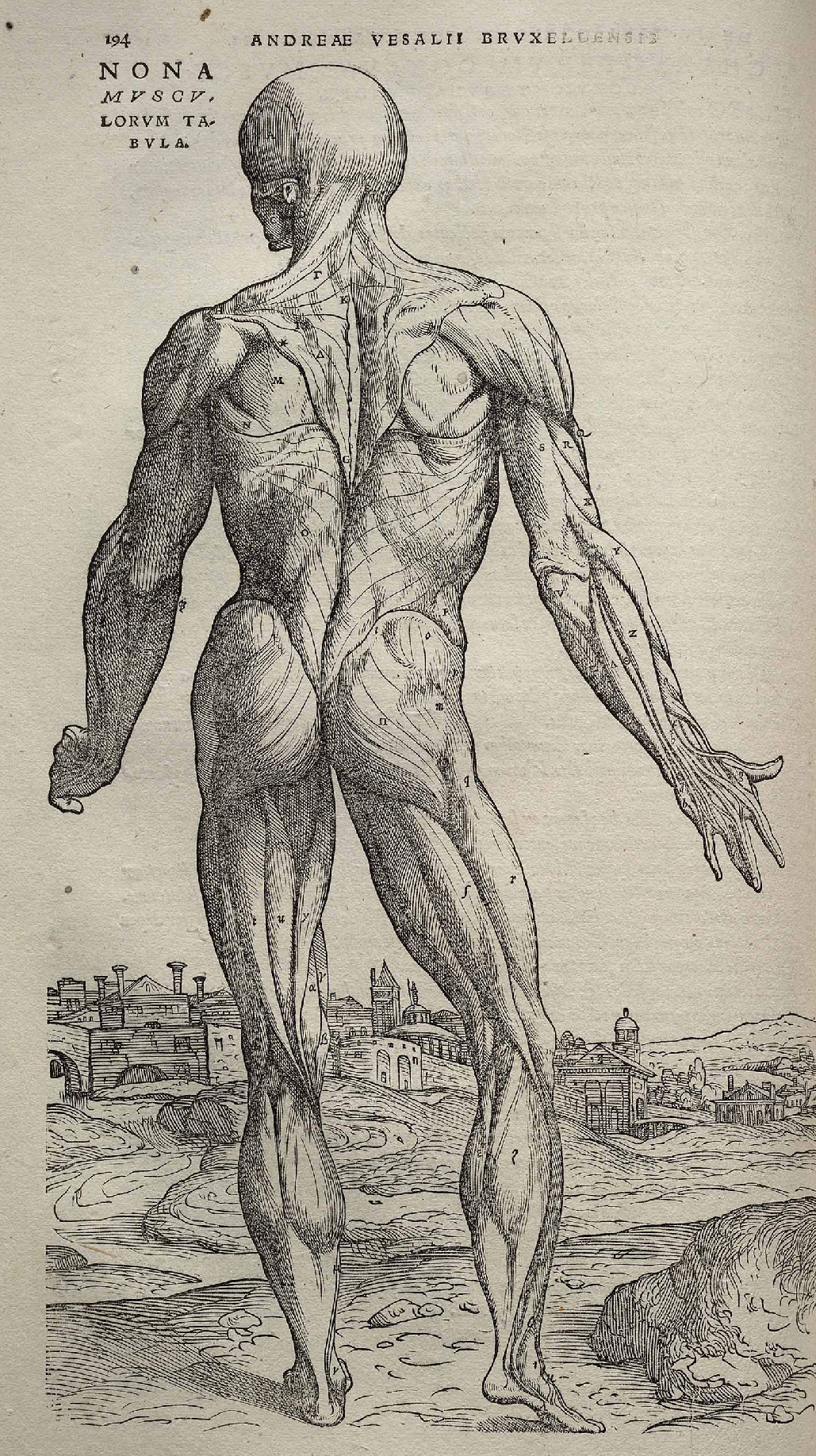
Uno de los objetivos de la nutrición culturista es el favorecimiento del fortalecimiento y crecimiento de los músculos.

La nutrición culturista es una rama especializada de la nutrición deportiva encargada de proporcionar las mayores prestaciones a los atletas que practican la musculación (denominada también culturismo), la halterofilia, el powerlifting y el atletismo de fuerza (strongman), todos estos atletas tienen en común su entrenamiento con pesas. La nutrición culturista es típica de los deportes anaeróbicos debido a que se entrena cada grupo muscular en repeticiones que oscilan entre los 30 segundos a 1.5 minutos. Este tipo de nutrición necesita de un equilibrio controlado en la ingesta de macronutrientes lo que supone el establecimiento de una dieta equilibrada y la necesidad de un aporte extra de contenido proteico necesario para el restablecimiento muscular desgastado durante los entrenamientos. Por regla general el objetivo de un atleta de culturismo es poder obtener una gran masa muscular debido a la intensidad del entrenamiento y un bajo porcentaje de grasa corporal para poder obtener una buena definición muscular.
Un atleta de culturismo necesita una dieta de calorías superior a la de una persona de su mismo peso, no obstante los ratios entre hidratos de carbono, proteínas y grasa dependerán en gran medida de los objetivos finales que se proponga el atleta de musculación. El uso exclusivo de la nutrición (sin suplementos hormonales) para la mejora de las prestaciones del culturismo ha dado lugar a ramas denominadas internacionalmente como: Natural bodybuilding. El establecimiento de dietas variadas con el objetivo de lograr la hipertrofia muscular (o una mejor definición muscular) en este tipo de atletas ha dado lugar a un mercado creciente de medios (libros, DVD, revistas especializadas, etc.) que logran confundir más que ser didácticos. Estudios realizados sobre productos ofrecidos a los culturistas han mostrado un 42% de los mismos con escasa información científica o mensajes confusos, siendo tan solo un 21% de los productos ofrecidos acompañados con una información fiel y detallada

## Historia

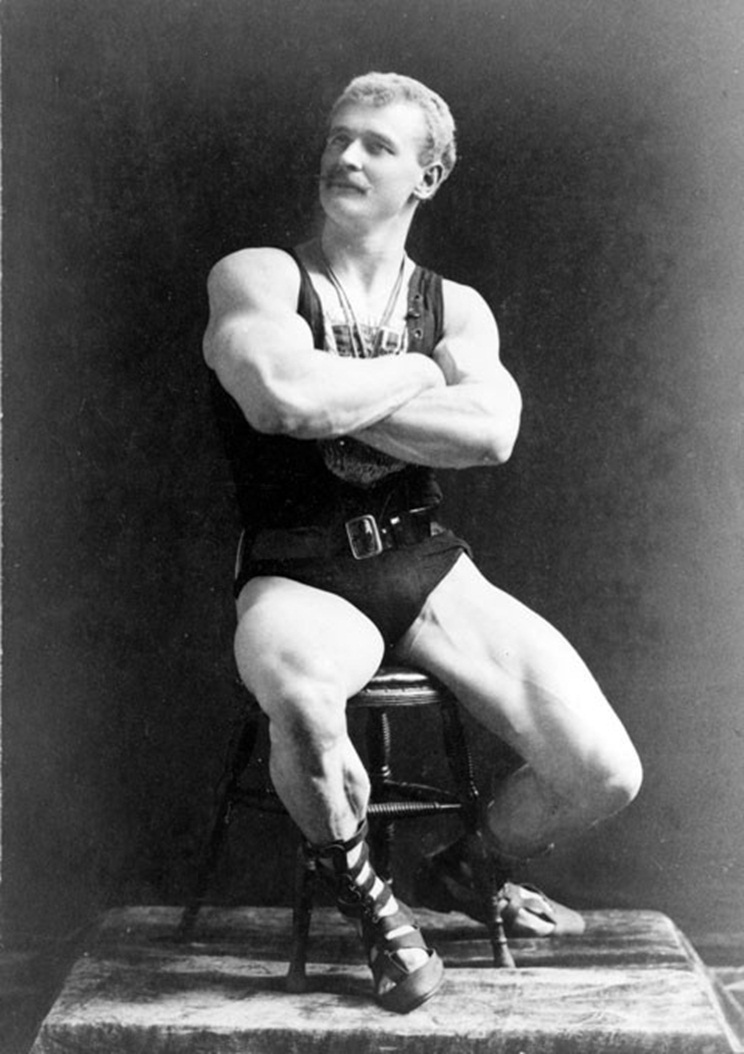
Uno de los primeros culturistas de la Edad Moderna: Eugen Sandow.

Se puede decir que ya desde los juegos olímpicos en la antigüedad en la antigua Grecia (776 a. C. - 392 d. C.) se tenía preocupación por la alimentación de los atletas lo que indica su conocimiento incipiente sobre nutrición deportiva. Magendie en el año 1816 describe como en un experimento unos perros alimentados con carbohidratos y grasas pierden proteína corporal hasta morir en unos pocos días, mientras que al ingerir proteína sobreviven, mostrando por primera vez la evidencia de que el consumo de proteínas es esencial para la vida.
La variante deportiva denominada culturismo (definida como el arte de representar los músculos) no existió como tal antes del siglo XIX, cuando fue promocionado por un atleta prusiano llamado Eugen Sandow, conocido generalmente como "El padre del culturismo moderno". El periodo dorado del culturismo se produce entre los años cuarenta y los setenta, con un cambio en la concepción de la estética de los atletas, la exposición de la simetría. La nutrición culturista anterior a estos años se fundamentaba más entre los rumores que circulaban entre los culturistas que en los detalles científicos investigados en la nutrición, de esta forma se mencionaba que la carne de caballo era estupenda para el crecimiento del músculo, superando a otras en rendimiento.
En los años setenta documentales como Pumping Iron y exhibiciones en el Muscle Beach Venice en Venice (Los Ángeles) mostraban ciertas preocupaciones incipientes por la nutrición culturista, llegándose a acuñar el término de "nutrición culturista" en los años ochenta con el advenimiento de la popularidad de este deporte. A finales del siglo XX se creó la Federación Mundial de Culturismo (denominada internacionalmente como WBF de World Bodybuilding Federation). Autores y culturistas como Mike Mentzer se dedican en los años ochenta a divulgar las enseñanzas del entrenamiento de alta intensidad en el que se vigilaba además la dieta como un elemento esencial en la práctica del culturismo,  algunos métodos posteriores tomaron las ideas de Mentzer como es el caso del entrenamiento hipertrófico específico (a veces como HST del inglés Hypertrophy Specific Training).

## Equilibrio Nutricional

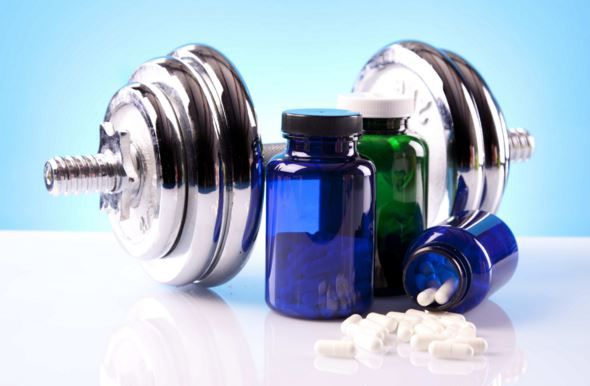
Suplementos deportivos

El principio nutricional más aceptado es que el metabolismo está regido por un equilibrio (denominado a veces como homeostasis), el organismo mantiene un balance de diferentes nutrientes y para ello obtiene los elementos necesarios de la ingesta de los alimentos El ejercicio cambia este equilibrio y es por esta razón por la que la nutrición culturista intenta mantener el equilibrio en consonancia con la mejora de la salud. Algunos autores como el quiropráctico y ex-culturista Franco Columbu mencionan para los atletas de culturismo dietas altas en contenido proteico (en especial proteínas de alta calidad: , bajas en grasas y equilibradas en hidratos de carbono.  El exceso de algunos de los nutrientes se elimina (se excreta, o se convierte), pero en su mayor parte se convierte en tejido adiposo. En el caso de algunos nutrientes es necesario incrementar las dosis, a veces para aumentar el contenido de proteína es muy habitual emplear suplementos de proteína del suero de leche que se ingieren durante el desayuno (al levantarse), la cena (al acostarse) y tras el ejercicio, todo ello en una proporción 20% (desayuno) - 60% (tras el ejercicio) - 20% al acostarse. Muchos de los equilibrios energéticos de un culturista se controlan indirectamente mediante la segregación de la insulina, la insulina es una hormona anaeróbica que controla el almacenamiento en el tejido adiposo de la glucosa existente en torrente sanguíneo. El ritmo de crecimiento muscular de un atleta de culturismo puede llegar como máximo a 5 kilogramos aproximadamente de músculo neto si se lleva una dieta apropiada y se entrena adecuadamente, por regla general un principiante durante los primeros años puede llegar a un ritmo de 10 kilogramos/año (en algunos casos hasta 15 kilogramos).
Algunas teorías acerca del ritmo de ingesta de alimentos en los deportistas de culturismo llega al establecimiento de seis a ocho comidas por día, es decir el número total de calorías diario se reparte entre seis (u ocho) comidas, de esta forma se adapta el cuerpo mejor a la absorción de proteínas, carbohidratos y lípidos. Esto supone comer a intervalos de cada dos o tres horas. Otras dietas mencionan un consumo de carbohidratos del 80% antes del mediodía para que el cuerpo tome las energías de estos y no las almacene en forma de tejido adiposo. Y en casi todos los consejos aparece reflejado la variedad de alimentos, en contra de la monotonía.

## Macronutrientes
Los macronutrientes (proteínas, carbohidratos y lípidos) son considerados desde un punto de vista nutricional como una fuente primaria de energía metabólica útil en la ejecución del deporte. Los carbohidratos, su ingesta y su rápida absorción en los procesos metabólicos, son importantes en deportes aeróbicos debido a la larga duración de su práctica (por ejemplo un maratón dura varias horas), mientras que en deportes anaeróbicos la importancia de su asimilación es relativa y se reduce a una adecuada 'carga' mediante un adecuado plan alimenticio. El consumo de alimentos ricos en proteínas y en lípidos en los practicantes de este deporte ha hecho que existan dietas específicas y a veces debates acerca de la correcta proporción de estos tres macronutrientes en la nutrición culturista.

### Proteínas

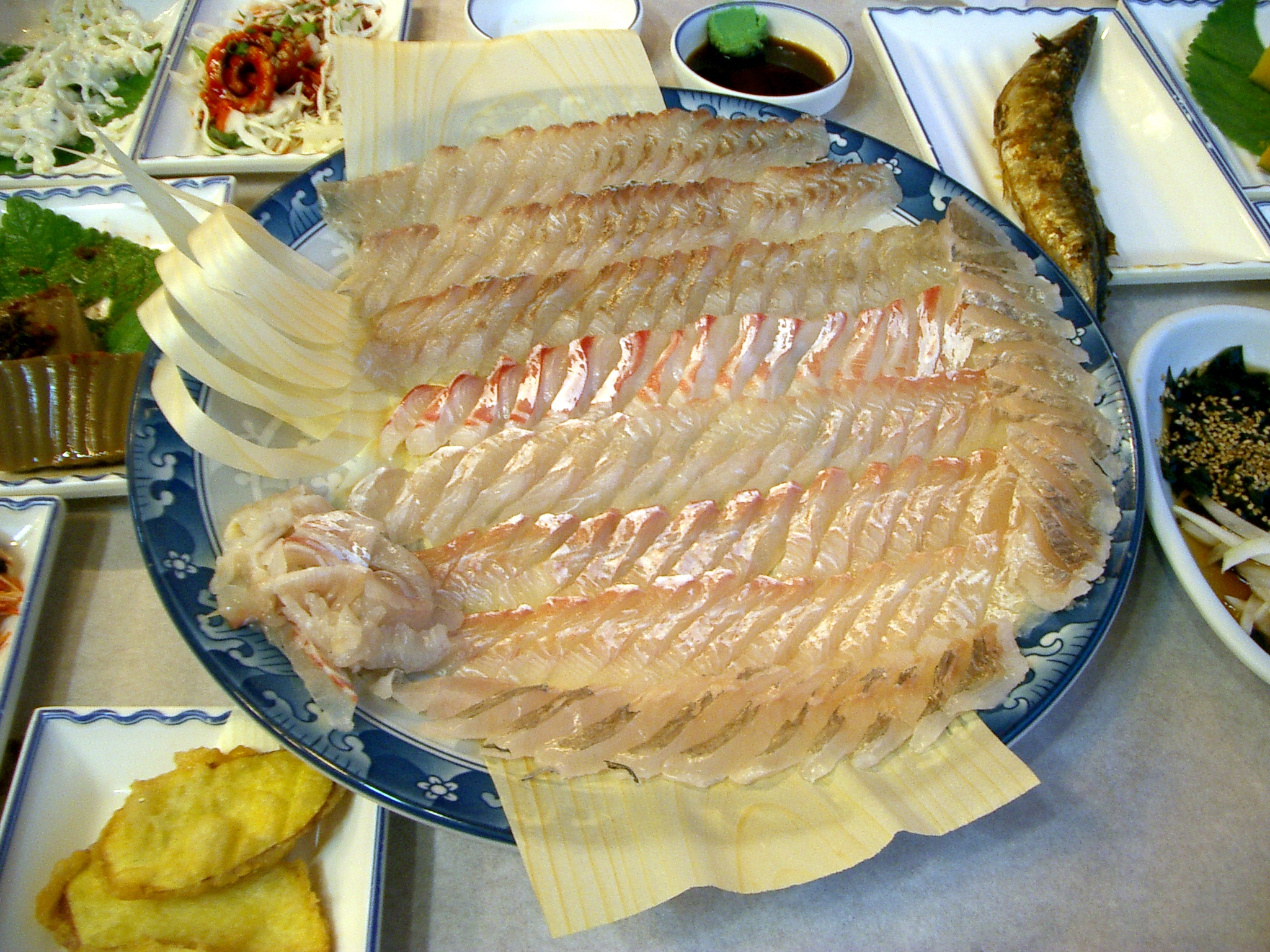
El pescado es un alimento con contenido proteico de alto valor biológico (en la foto un Hoe, se trata de un plato coreano a base de pescado crudo).

El consumo de alimentos que contienen proteínas ayuda a la aportación de aminoácidos al organismo (parte constituyente de las proteínas de los músculos). Entre los alimentos existen diferentes proporciones de proteína y también diferentes capacidades de absorción (valor biológico). Los músculos están compuestos en gran medida de proteína (por regla general actina y miosina), es por esta razón por la que la nutrición de los atletas de culturismo y halterofilia tienden a incluir un mayor contenido proteínico que una dieta normal. Por ejemplo si se menciona una nutrición básica de una persona sedentaria, por ejemplo en las Dietary Guidelines for Americans se recomienda que para una ingesta diaria de 2000 kcal (una persona de mediana edad y sedentaria) una cantidad que ronda un 20% de ingesta diaria de proteína del total de calorías. No obstante la cantidad diaria de proteína que debe asignarse a un atleta de culturismo permanece en fuerte debate dentro de los nutrricionistas deportivos, siendo común en ellos que el ratio de 0,8 g/kg/día debe ser el límite inferior en la dieta equilibrada de un culturista. Los aportes proteínicos naturales procedentes de la alimentación suelen ser principalmente de carne, pescado, productos lácteos diversos, huevos etc. y en pequeña proporción de cereales todos ellos poseen diferentes valores biológicos, diferentes tipos de aminoácidos y diferentes proporciones.
Existen numerosos estudios acerca de las necesidades proteínicas reales en la nutrición de un atleta y todos ellos no muestran conclusiones contundentes acerca de esta necesidad nutricional. Las guías dietéticas recomiendan para los atletas un consumo de 0.8 g/kg/día (es decir que una persona de 85 kg debería tomar por día 68 g de proteína), estas cantidades satisfacen los requerimientos nutricionales estructurales. Se han realizado experimentos con ratios superiores 1.4 y 2.8 g/kg y se han obtenido resultados de incremento muscular en atletas sometidos a un entrenamiento muy intenso. No obstante se ha encontrado un límite en 5 g/kg/día debido a la capacidad que tiene el tracto intestinal de absorber la proteína y del hígado de procesar ciertas cantidades, se han observado daños al organismos si se mantiene una ingesta prolongada superior al 35% de la energía calórica. La proteína sobrante no metabolizada pasa a ser excretada por la orina o a ser transformada en ácidos grasos que pasan a los adipocitos (reservas de grasa del cuerpo). Algunos autores mencionan que los parámetros de ingesta de proteína deberían atender a la calidad de la misma siendo además repartida regularmente en las comidas que se realizan durante el día, siendo esta una mejor opción para los atletas que tan solo el dato aislado de la dosis diaria de las guías dietéticas.

### Lípidos

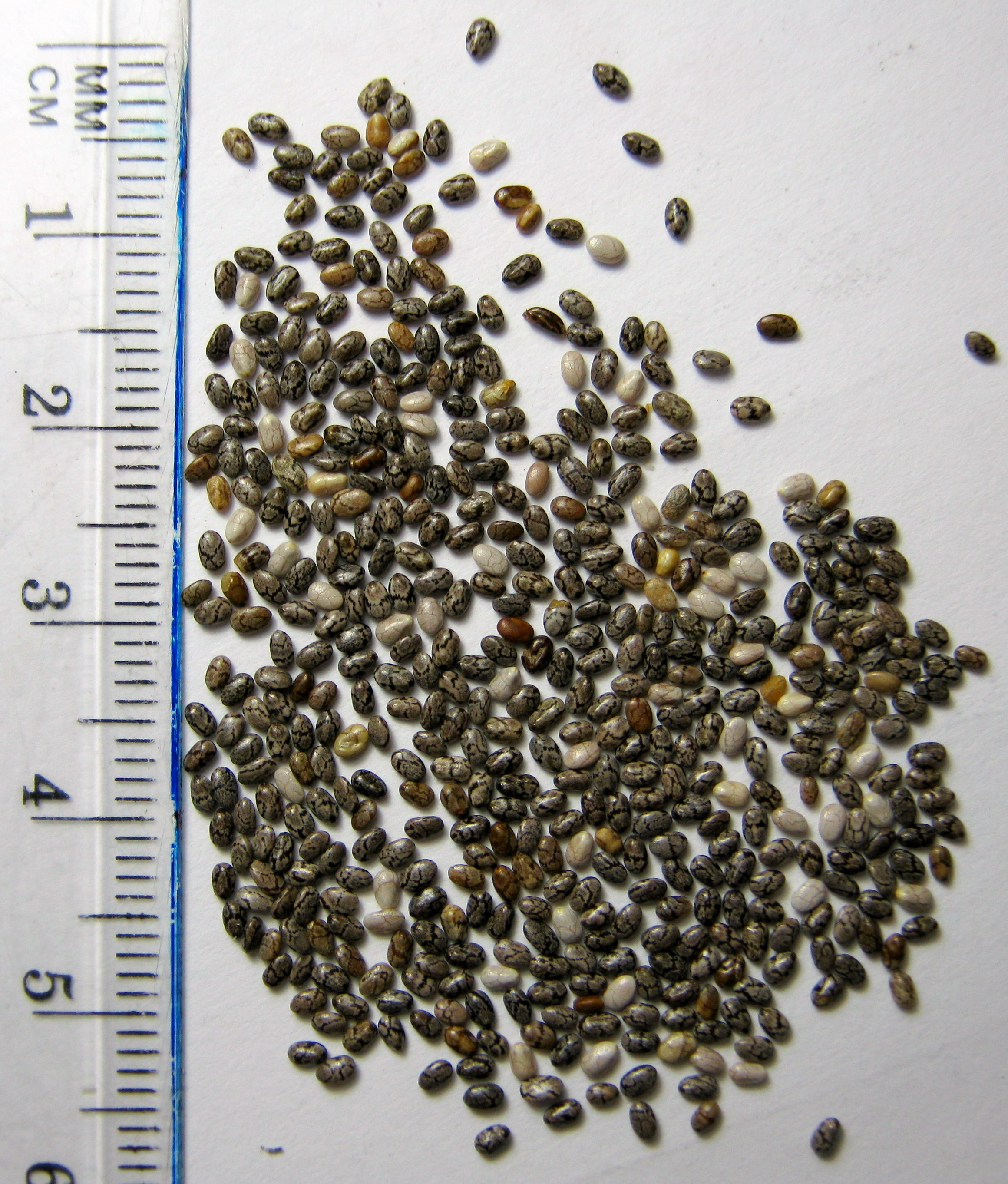
En el mundo vegetal y con un porcentaje del 58-65% en omega 3, las semillas de Salvia hispánica (Chía) posee la concentración más alta de Omega 3 conocida hasta el momento.

En una dieta equilibrada de un adulto debe haber necesariamente un porcentaje de consumo de grasas que oscila entre el 30 al 35% de la ingesta total de calorías, por debajo de un 20% la vitamina E deja de absorberse. La ingesta de grasas (triglicéridos) ayuda también al aporte de sabor a los alimentos. Algunos ácidos grasos esenciales como puede ser el ácido linoleico (incluido en los ácidos grasos omega 6 presente en los cereales y nueces) son necesarios para el correcto funcionamiento de los procesos metabólicos y por lo tanto contribuyente para la salud del atleta. A pesar de que no se ha fijado de forma oficial una cantidad diaria de ácido linoleico algunos autores han fijado cantidades en torno a los tres g diarios de ácido linoleico para cumplir los mínimos. Algunas hormonas necesitan de un nivel de ácidos grasos en la sangre para su funcionamiento, algunas de ellas como las prostaglandinas que benefican el crecimiento óseo y de tendones necesario para el levantamiento de grandes masas. Los ácidos grasos se encuentran en muchos alimentos de origen vegetal entre ellos están los aceites vegetales como puede ser el aceite de oliva, los cereales, las legumbres, algunos frutos secos y productos de origen animal como puede ser las carnes, los lácteos, etc. Las guías alimentarias recomiendan una ingesta diaria de mínimo un 20% de las calorías, esta ingesta se reparte en un 7% de los lípidos procedentes de ácidos grasos saturados (todo tipo de carnes, productos lácteos), otro 7% de ácidos grasos esenciales (aquellos que provienen de fuentes vegetales) y el último 7% de ácidos grasos monoinsaturados tal y como puede ser el que se encuentra en el aceite de oliva o en algunos aceites vegetales. Algunos autores como Dan Duchaine apoyan la tesis de dietas con un contenido en grasas que oscilan entre los 20% y 30% (la dieta body opus).
Entre los practicantes de la nutrición culturista existe la preocupación de la ingesta de colesterol debido al consumo proteínico procedente de carnes, huevos y lácteos. Esta preocupación deja lugar a una observancia entre el balance de ácidos grasos omega 3 y omega 6 encargado de reducir los niveles de colesterol en sangre (sobre todo de los niveles del denominado colesterol malo) en el que se aconseja la ingesta de 0,1 a 0,2 g/día. Es importante en las dietas mantener un correcto balance entre los ácidos grasos ω-3 y ω-6. Este tipo de ácidos grasos se encuentra en los pescados azules tales como el atún, la sardinas, el salmón, etc. No obstante no puede consumirse gran cantidad de estos pescados ya que su ingesta aumenta los niveles de metilmercurio.

### Hidratos de carbono
Los hidratos de carbono constituyen el aporte energético del cuerpo del atleta, es de los tres macronutrientes el que aporta eficientemente más energía debido a que en los procesos metabólicos es el que aporta más moléculas de adenosín trifosfato (ATP) por unidad de oxígeno. Una no adecuada ingesta de carbohidratos puede acabar en un proceso de catabolismo de proteína, lo que supone una pérdida de masa muscular. Esta es una de las razones por las que un atleta de culturismo debe vigilar en la dieta el contenido apropiado de carbohidratos. La mayor parte de la ingesta de hidratos de carbono (aproximadamente un 90%) procede de polisacáridos, el resto de disacáridos (fructosa, glucosa, maltosa) o monosacáridos (glucosa, fructosa). Todos los hidratos de carbono se transforman en monosacáridos por el proceso de digestión que se inicia en la boca y son absorbidos en el intestino. Es importante la velocidad con la que el organismo de un atleta absorbe los hidratos de carbono, para ello conviene saber el índice glucémico y saber aplicar los hidratos de carbono apropiados en los instantes anteriores al entrenamiento y los aplicados posteriormente. Se tiende a creer que cuanto más carbohidratos mejor pero esto no es cierto del todo. Hay un equilibrio calórico entre la energía consumida y la que aporta una dieta de carbohidratos, si se produce un exceso se almacena en grasa en el cuerpo, si se produce un defecto se consume la grasa corporal. Tras el ejercicio, en la hora de descanso posterior, se deben ingerir platos con carbohidratos de bajo índice glucémico.
Se aconseja tomar carbohidratos de alto índice glucémico inmediatamente tras los ejercicios de esta forma se detiene la secreción de insulina, se detienen de igual forma los ciclos de ATP ADP y se permite al cuerpo tomar energía de los azúcares en lugar de catabolizar proteínas. De igual forma se puede aumentar la reserva de glucógeno en los músculos añadiendo L-Glutamina en las bebidas deportivas que se beben el día después del entrenamiento, de esta forma se ayuda a la recuperación.
Los alimentos que poseen hidratos de carbono se asimilan de formas diferentes por el organismo, a esa asimilación se le denomina en nutrición como índice glucémico (véase también carga glucémica). Cada carbohidrato posee un índice glucémico específico que depende de múltiples factores: tipo de carbohidrato, nivel de procesamiento, acompañamiento de otros alimentos, etc. Entre los alimentos con carbohidratos se tienen los arroces, los cereales (y sus derivados como el pan, la pasta, etc.) , la patata, las frutas, algunas verduras, etc.

## Micronutrientes en culturismo
La ingesta de macronutrientes en la nutrición culturista equilibra principalmente las demandas de energía y estructurales del organimso. Es necesario, no obstante, que se ponga atención a otras substancias necesarias en el metabolismo del cuerpo humano, estas substancias se presentan en pequeñas dosis que suelen ir desde los microgramos (μg) hasta los miligramos (mg), es por esta razón por la que se denominan 'micronutrientes'. Los macronutrientes regulan con su aporte el balance energético del organismo, los micronutrientes benefician y apoyan la eficiencia de los procesos metabólicos y hormonales. Dentro del apartado de los micronutrientes se tiene por regla general a las vitaminas y a los minerales. Algunas vitaminas y minerales son interesantes por tener efectos antioxidantes como es el caso de la vitamina C y E, el betacaroteno, el selenio y los compuestos fenólicos, etc. todos estos antioxidantes aunque no mejoran el aspecto ni el rendimiento deportivo, se ha demostrado son efectivos en la lucha contra cánceres y algunas enfermedades, así como mejora de los procesos de control de grasas en el cuerpo.

### Vitaminas
Las vitaminas participan en el desarrollo de diversas actividades metabólicas de sustento la vida y por lo tanto de mantenimiento de la salud así como en el soporte del sistema inmunitario. Se dividen, desde el punto de vista nutricional, en dos grupos: las que son solubles en grasa como pueden ser las vitaminas A, D, E y K, o aquellas que son solubles en agua como la vitamina C o las del grupo B.
- Vitamina A - Los atletas de culturismo obtienen beneficios de la vitamina A para tener una piel tersa y con suficiente tono, este factor se suele evaluar en las competiciones de este deporte.
- Vitaminas del grupo B - Este conjunto de vitaminas es soluble en el agua y pueden ser almacenadas en pequeñas cantidades en el cuerpo. Actuando como coenzimas se encargan de transformar los carbohidratos en glucosa dentro de las reacciones metabólicas. Este grupo de vitaminas suele interaccionar entre ellas. Se tiene la creencia popular de que afectan al humor.
  - Vitamina B1 - Denominada también tiamina es precursora de las reacciones metabólicas de oxidación de los carohidratos y de las proteínas. Se encuentra en la carne y algunos cereales. en grandes cantidades no se considera tóxica.
  - Vitamina B2 - Denominada también riboflavina, es empleada en las reacciones entre proteínas y lípidos.
  - Vitamina B3 - Denominada también niacina.
- Vitamina C - Algunos culturistas toman la vitamina C dos veces al día (antes y después del entrenamiento) en lugar de una sola vez por la mañana.[6] La vitamina C actúa como favorecedor del líquido sinovial en las juntas entre los huesos. Mejora la densidad de los huesos. Gran parte de la vitamina C del cuerpo de un atleta de culturismo se elimina vía el sudor, es por esta razón por la que se recomienda su ingesta en los 30 minutos después de la ejecución de un entrenamiento. Entre los alimentos que contienen esta vitamina se encuentran los cítricos, el pimiento y las uvas.
- Vitamina D - Denominada también calciferol es un precursor de la absorción intestinal del calcio, el fósforo. Los atletas de culturismo que toman el sol no necesitan de suplementación adicional de vitamina D debido a que el cuerpo humano es capaz de sintetizarla mediante la luz solar. Entre las fuentes alimentarias de vitamina D se encuentra el aceite de hígado de bacalao, la anguila ahumada, el atún en lata. Esta vitamina es característica en la actualidad de algunos alimentos fortificados como puede ser la leche.
- Vitamina E - Se trata de un antioxidante soluble en grasas, útil en la regeneración de los tejidos. A veces se emplea por los atletas que toman drogas esteroides para contrarrestar los efectos de la presión sanguínea.

### Minerales
Las deficiencias de minerales se suelen detectar mediante análisis de orina, análisis del pelo o incluso análisis de sangre, siempre dependiendo del mineral que se desee trazar. Algunas de las deficiencias en los atletas suelen locales en el tiempo y se producen a veces en los instantes tras las sesiones intensas de entrenamiento, debido al consumo metabólico que se puede hacer de algunos minerales. La suplementación de minerales a veces es practicable en culturismo, sobre todo cuando no se cubren los niveles diarios aconsejables o se quiere evitar periodos de deficiencia tras los entrenamientos.
- Calcio - Se trata de uno de los minerales más demandados ya que fortalece los huesos y participa en los mecanismos fisiológicos de la contracción muscular. Hoy en día existe una disputa entre las agencias alimentarias europeas y americanas acerca de la dosis mínima recomendada (América dice 1000 mg por día y Europa 500 mg), el caso es que un deportista debería consumir más de 1000 mg para mantener un ritmo de entrenamiento adecuado. Algunos culturistas mencionan este suplemento como idóneo para evitar calambres, sobre todo en los periodos de alto entrenamiento en competiciones.
- Magnesio - El magnesio tiene diversas funcionalidades, una de las más apreciadas es la que permite 'fijar' el calcio que entra en el organismo (por eso se aconseja a veces alimentos con magnesio, ingeridos conjuntamente con lácteos). De todos los minerales es que tiende a ser más deficiente (su deficiencia se asocia igualmente a la del potasio). A veces se comercializa el magnesio en forma de orotatos (oroato de magnesio, una sal procedente del ácido orótico) para transmitir los electrolitos de forma más eficaz a lo largo del cuerpo mejorando en algunos casos ligeramente el rendimiento.[26]
- Zinc - se trata de un mineral que participa en la composición de varias enzimas, entre ellas la de la hormona de crecimiento.
- Selenio - al igual que el zinc apoya en las respuestas del sistema inmunitario y se encuentra en alimentos tales como los huevos, el atún y algunos cereales.[25]

## Ingesta de líquidos
La ingesta de líquidos es fundamental en la práctica de deportes y es obligada durante los ejercicio de resistencia y de entrenamiento de fuerza. La actividad muscular es termogénica y con ello se produce un aumento de la temperatura en ciertas zonas del cuerpo. La ingesta de agua posee la capacidad de refrigerar y reponer los metabolitos que se acumulan en estas zonas. Existen, no obstante, diversas formas de eliminar calor una de ellas es el sudor que elimina los fluidos. Se sabe que por cada litro de sudor se refrigeran cerca de 600 kcal. Durante un ejercicio aeróbico intenso se pueden llegar a perder cerca de dos litros de sudor por hora, este ritmo hace que se deba vigilar la deshidratación durante la práctica del culturismo. Se aconseja que en los 20 minutos previos al ejercicio anaeróbico se haga la ingesta de entre 200 ml y 500 ml de agua. Existen diversos mecanismos para favorecer la ingesta de líquidos y todos ellos dependen de la velocidad del vaciado gástrico y algunos efectos a tener en cuenta son:
- Beber poco y a menudo - Se ha podido comprobar que a partir de 600 ml en el estómago el agua es difícil de extraerla de la cavidad del estómago y por lo tanto puede causar reflujos y náuseas. Pequeñas cantidades se absorben mejor y no causan estas molestias.
- Beber mejor agua fría que caliente - Es mejor absorbida por las paredes del estómago. La temperatura ideal del agua debería estar entre los 8 y 3 °C.
- Duración del ejercicio e intensidad - sobre la duración se puede decir que tiene pocos efectos adversos sobre el vaciado gástrico, sin embargo se puede decir que cuanto más intenso sea el ejercicio más difícil es la evacuación de líquidos del estómago.

Una de las funciones de la ingesta de líquidos es el reemplazo de electrolitos que se evaporan con el sudor durante la práctica del ejercicio. Aunque también una de las funciones de la ingesta de agua durante el ejercicio es la del movimiento de nutrientes y de residuos de los músculos.
No se debe tomar agua con sodio durante el ejercicio con pesas, ya que su ingesta desbalancea el equilibrio de iones en los músculos y mucho menos deben ingerirse bebidas deportivas que contienen azúcares; éstas se deben tomar siempre tras el ejercicio.

## Alimentos perjudiciales
El alcohol es una bebida muy energética (cada gramo aporta 7 kcal) que se descompone lentamente en el hígado y que no resulta ser una fuente de energía muy efectiva para los músculos. El alcohol es además una sustancia baja en carbohidratos (caloría vacía), por ejemplo una pinta de cerveza posee tan solo 10 g de carbohidratos. En algunos casos se debe evitar en ciertas dosis la cafeína (café) debido a su potente efecto deshidratante contraindicado en el ejercicio anaeróbico, siendo además un bloqueante de la absorción de ciertas vitaminas. Otro alimento que debe quitarse o reducirse es el sodio, que habitualmente se toma en forma de sal común como ingrediente en las diversas comidas o alimentos: es decir salazón. El consumo de bebidas refrescantes con azúcar son completamente perjudiciales para los objetivos del atleta de culturismo.

## Suplementos dietéticos

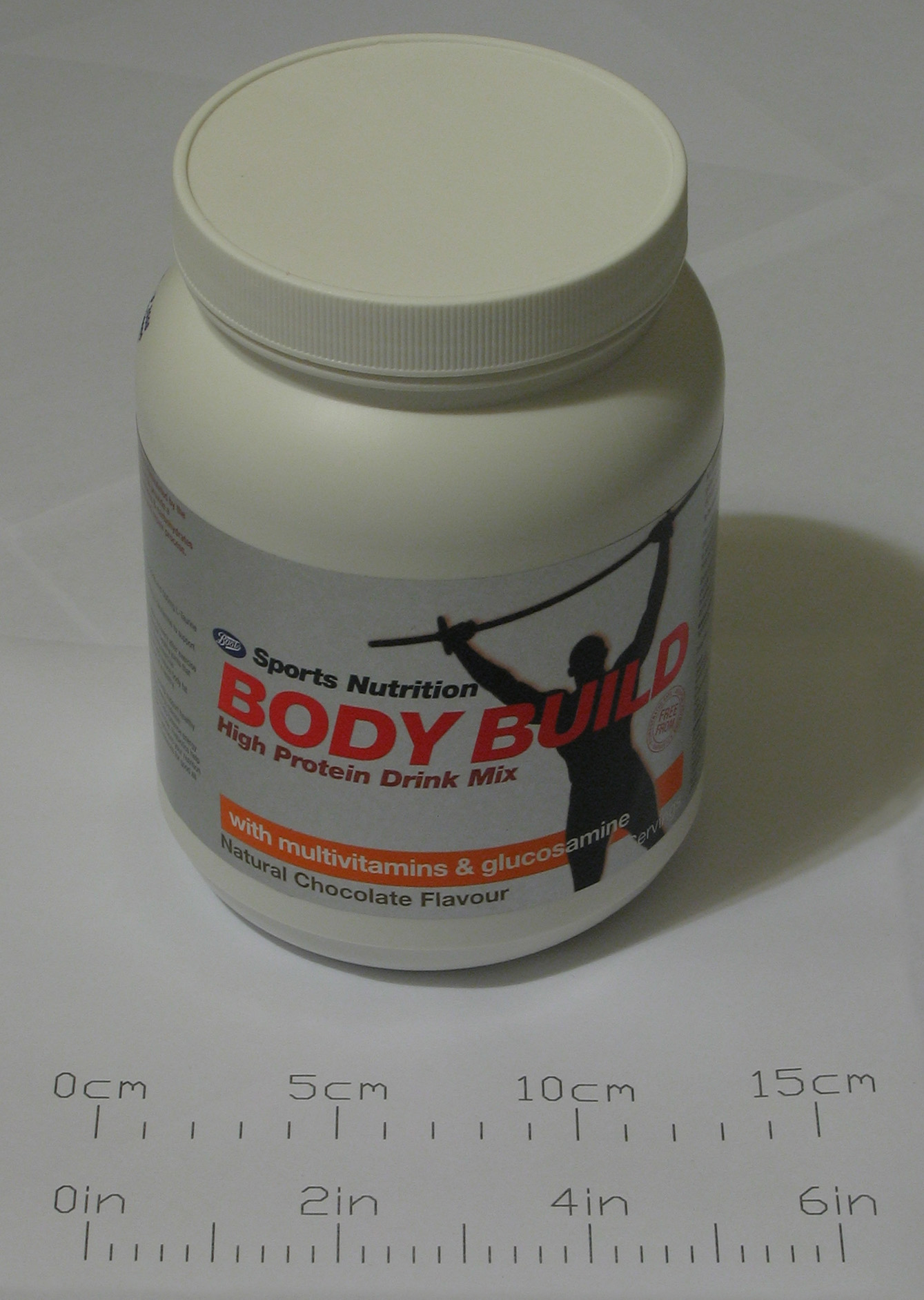
La proteína en polvo es uno de los suplementos más populares entre los culturistas.

Existen en el mercado numerosos compuestos capaces de equilibrar algunos de los macronutrientes o micronutrientes de la dieta tipo de un culturista. Este uso de suplementos, no obstante, abre un debate dentro del mundo de la nutrición y la práctica del deporte, ya que existen diferentes tipos de suplementos y a veces sus propiedades ergogénicas de dudosa validez científica en algunos casos. En la mayoría de los casos se trata de suplementación para aumentar el nivel de ciertas vitaminas y por esta razón se emplean diversos suplementos multivitamínicos así como la ingesta de diferentes micronutrientes quelados en formato de cápsulas.
La suplementación de macronutrientes es habitual, y de esta forma se emplean para el caso de las proteínas ciertos preparados a base de proteína del suero de leche (denominado en el argot culturista como "whey") y del huevo. en algunos casos se adminsitran batidos con L-Glutamina buscando similares efectos. En algunos casos se adminsitra creatina (en conjunción a veces con el ácido lipoico como activador de la insulina) como suplemento para aumentar el almacenamiento de energía anaeróbica en los músculos, en la misma línea el empleo de los aminoácidos ramificados (denominados BCAA de Branched-Chain Amino Acids) permiten bloquear la catabolización de las proteínas y aumentar la velocidad de recuperación entre sesiones. Como suplemento de carbohidratos se emplea a veces la maltodextrina que posee un alto índice glucémico (denominada a veces como 'carbohidratos en polvo') que se suele preparar en batidos ingerido tras las sesiones de entrenamiento como carga de carbohidratos. Algunos suplementos se eligen por propiedades ergogénicas muy específicas como pueden ser ciertos diuréticos naturales como el diente de león. Los suplementos termogénicos como la efedrina (prohibida por la FDA en 6 de febrero de 2004). Aminoácidos promotores del músculo como la glutamina (en combinación con la taurina).
Existen suplementos promotores de ciertas hormonas humanas que favorecen el crecimiento del músculo como puede ser la testosterona y para ello se adminsitra la hormona DHEA que se suele tomar en conjunción con el tribulus terrestris, de la misma forma que la pregnenolona. Supresores del apetito para mantener el ratio grasa/músculo controlado como puede ser el 5-hidroxitriptófano (5-HTP) y el triptófano,
En un apartado más polémico están los esteroides que están prohibidos en muchos países así como en la práctica profesional del culturismo, la función principal de los mismos es provocar la hipertrofia muscular vía una modificación de los niveles hormonales que intervienen en el metabolismo anabólico muscular. El empleo de estas substancias está acompañada de ciertos efectos secundarios perjudiciales para la salud como pueden ser la hepatotoxicidad, la ginecomastia, el acné, alopecia viril y descenso de los niveles propios de testosterona production, que puede causar atrofia testicular.
Algunas soluciones intentan ayudar en la metabolización de los tejidos grasos, con la intención de mejorar la entonación y el perfilado de los músculos, es por esta razón por la que se emplean ciertos suplementos como el quitosano, el denominado gugul, etc. Algunos productos termogénicos general serios problemas para la salud en algunos casos, tales como la efedrina. Existen en algunos casos intentos de sustituir o enriquecer una dieta en los denominados MRP (del inglés Meal Replacements Products). Se trata de productos que pretenden substituir macronutrientes y micronutrientes de una dieta.

## Posturas nutricionales

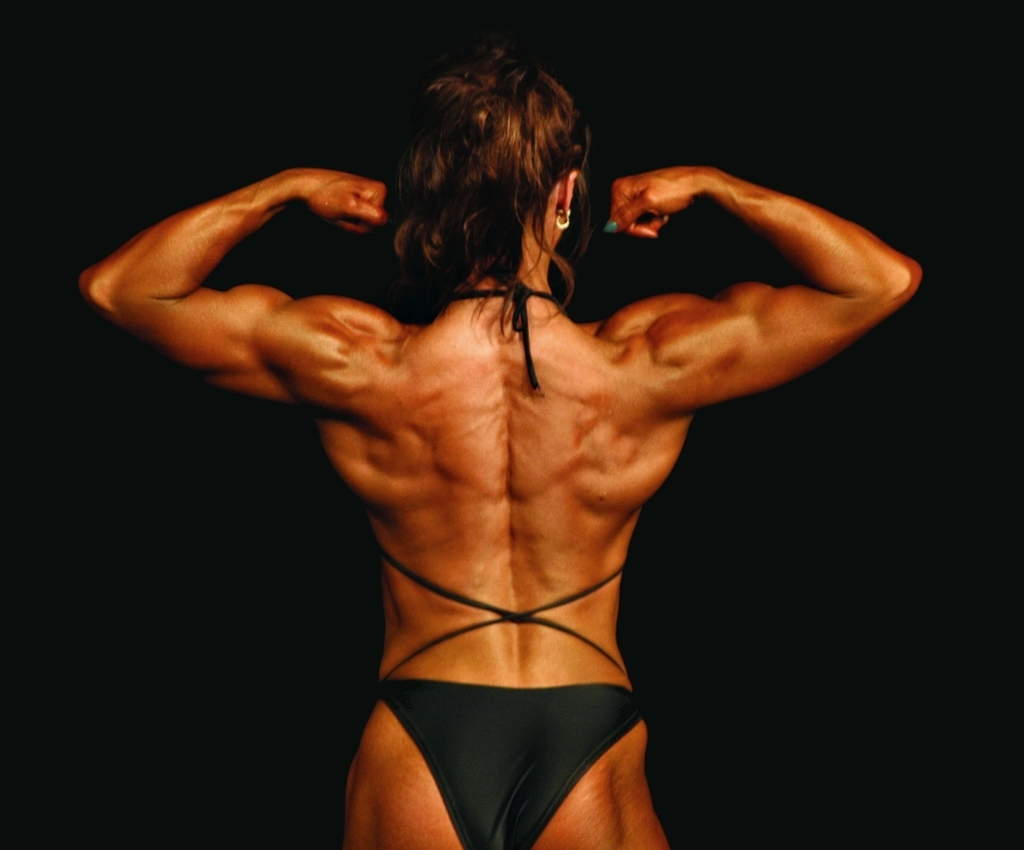
Mujer exhibiendo su musculación de brazos y espalda.

Algunas personas que practican el culturismo como deporte son además vegetarianas o incluso veganas, lo que deriva en una postura nutricional diferente denominada culturismo vegano o culturismo vegetariano. En estos casos la ingesta de proteínas procedentes de productos animales no es posible, teniendo que recurrir a otras fuentes de origen vegetal como puede ser la proteína de soja, por regla general las proteínas de origen vegetal poseen menor valor biológico (es decir el organismo las absorbe con menor eficiencia). Algunos de los alimentos adoptados por los culturistas vegetarianos pueden ser frijoles, baked beans, hummus, tofú, quorn, proteína texturizada de vegetales (abreviada a veces como TPV del idioma inglés: Textured Vegetable Protein), soja, coco, leche de arroz, seitán y algunos otros productos. Algunos culturistas veganos pueden llegar a necesitar suplementos de vitamina B12 y D.
Existen corrientes nutricionales que establecen diferencias entre la nutrición entre varones y mujeres en lo que respecta a la práctica del culturismo, en los casos del culturismo femenino existe la creencia de que se debe promover la musculación vía de la nutrición.
Algunas posturas nutricionales exageradas pueden indicar problemas de vigorexia (una de los trastornos dismórficos corporales) que se caracterizan por una práctica compulsiva de la musculación y por el mantenimiento prolongado de dietas altas en proteínas (como puede ser la dieta Atkins o alguna variante) y lípidos mientras que anulan por completo la ingesta de carbohidratos. Un consumo excesivo de proteínas sin la participación de carbohidratos acaba siendo una cetosis.